# Перковац, Горан
Горан Перковац (хорв. Goran Perkovac; род. 16 сентября 1962, Слатина) — хорватский гандболист, чемпион Олимпийских игр 1996 года в составе сборной Хорватии, бронзовый призёр Олимпийских игр 1988 года в составе сборной Югославии. За карьеру выступал в югославском клубе «Медвешчак» и в швейцарских клубах.
После завершения карьеры игрока сделал удачную тренерскую карьеру. Тренировал ряд швейцарских клубов и греческую сборную. С 2008 по 2013 годы — тренер сборной Швейцарии.
В 1996 году вместе со всей сборной удостаивался высшей спортивной награды Хорватии — государственной награды имени Франьо Бучара.